# Rizonne
La Rizonne ou Rissonne est un ruisseau français des départements de la Dordogne et de la Charente, affluent de rive gauche de la Dronne et sous-affluent de la Dordogne par l'Isle.

## Toponymie
D'origine obscure, le nom du ruisseau la Rizonne pourrait provenir de l'occitan riu signifiant ruisseau. La terminaison « -onne » dérive de -onna variante féminine significative des cours d'eau.
D'anciennes formes écrites mentionnent les graphies « Risone » et « Risonne ».
En occitan, le cours d'eau porte le nom de Risona[réf. nécessaire].

## Géographie

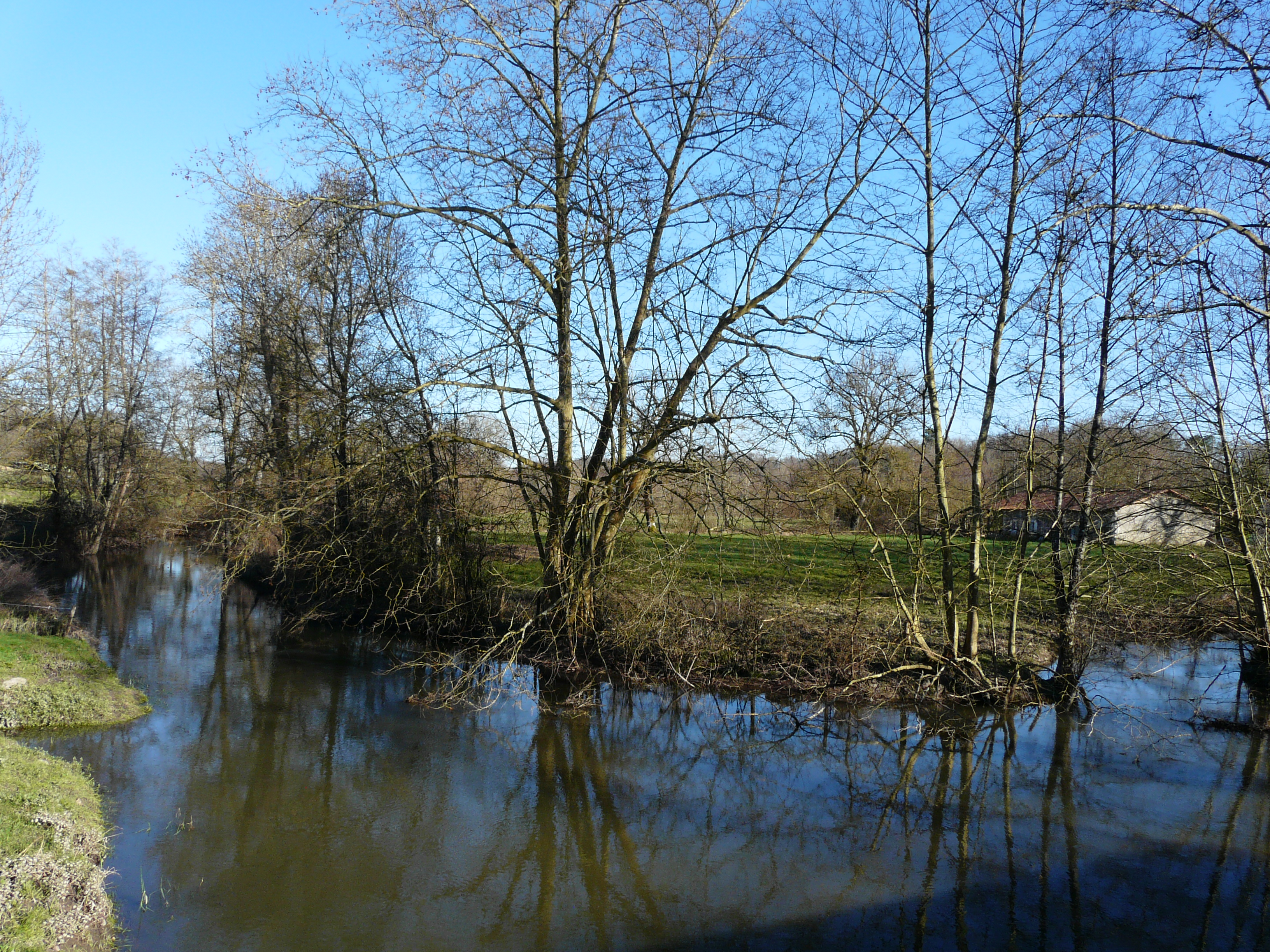
La Rizonne en amont du pont du moulin de Raffaly, à Saint-Vincent-Jalmoutiers.

La Rizonne prend sa source à 131 mètres d'altitude dans le département de la Dordogne, sur la commune de Saint-Vincent-de-Connezac, environ un kilomètre et demi à l'ouest-nord-ouest du bourg, près du lieu-dit la Grande Borie. Dans une importante partie amont, elle s'écoule en forêt de la Double.
Elle passe à deux reprises sous la route départementale (RD) 44, reçoit successivement en rive droite le ruisseau des Écluses, puis en rive gauche le ruisseau de Courbarieux et la Jamayote qui alimente le grand étang de La Jemaye. Elle est franchie par la RD 708 et reçoit en rive droite le ruisseau de Vanxains puis le ruisseau de Font Clarou. À l'est du bourg de  Ponteyraud, elle passe une troisième fois sous la RD 44. Au niveau du moulin de la Gâcherie, elle est grossie sur sa droite par la Bauronne et passe aussitôt sous la RD 100.
Elle reçoit le Pontet en rive droite puis la Cordogne en rive gauche au sud du bourg de Saint-Vincent-Jalmoutiers. Elle est franchie par la RD 5 au lieu-dit le Pont de la Rizonne. Son dernier affluent, le Moudelou, la rejoint en rive gauche. À 400 mètres au nord du centre-ville de Saint-Aulaye, juste en aval du moulin de Saint-Aulaye, elle rejoint la Dronne en rive gauche, à 34 mètres d'altitude, au niveau du pont de la RD 38.
Sur la fin de son cours elle marque la limite avec le département de la Charente. En plusieurs tronçons, une partie de son cours sert aussi de limite naturelle aux communes qu'elle arrose. À trois reprises, son cours se subdivise en deux bras,,.
Selon le Sandre, la Rizonne a une longueur de 26,7 km.

### Communes, arrondissements et départements traversés
La Rizonne arrose deux départements sur deux arrondissements et neuf communes, :
- Dordogne (arrondissement de Périgueux) :
  - Saint-Vincent-de-Connezac (source)
  - Siorac-de-Ribérac
  - Saint-André-de-Double
  - La Jemaye-Ponteyraud (anciennes communes de La Jemaye et de Ponteyraud)
  - Vanxains
  - Saint Privat en Périgord (anciennes communes de Festalemps et de Saint-Privat-des-Prés)
  - Saint-Vincent-Jalmoutiers
  - Saint Aulaye-Puymangou (ancienne commune de Saint-Aulaye) (confluence)
- Charente (arrondissement d'Angoulême)
  - Bonnes[note 3]

### Bassin versant
La Rizonne s'étend sur un bassin versant de 168 km2. Celui-ci est constitué à 62,84 % de « forêts et milieux semi-naturels », 36,20 % de « territoires agricoles », 0,70 % de « surfaces en eau » et à 0,43 % de « territoires artificialisés ».

### Organisme gestionnaire
La Rizonne est gérée par le Syndicat mixte de rivières du bassin de la Dronne.

### Affluents
Parmi les treize affluents de la Rizonne répertoriés par le Sandre,, neuf dépassent les trois kilomètres de longueur, soit d'amont vers l'aval :
- le ruisseau des Écluses (rd[note 5]), 4,1 km[11] ;
- le ruisseau de Courbarieux (rg), 3,6 km[12] ;
- la Jamayote (rg), 5,6 km[13] ;
- le ruisseau de Vanxains (rd), 3,4 km[14] ;
- le ruisseau de Font Clarou (rd), 4,2 km[15] ;
- la Bauronne (rg), 8,8 km[16] ; son nom qui signifie rivière des castors, est l'homophone de celui de trois autres cours d'eau du département de la Dordogne ;
- le Pontet ou ruisseau du Pontet (rd), 3,3 km[17] ;
- la Cordogne (rg), 4,8 km[18] ;
- le Moudelou (rg), 9,4 km[19].

La Bauronne ayant plusieurs sous-affluents, le nombre de Strahler de la Rizonne est de quatre.

### Hydrologie
Le module de la Rizonne est d'environ 1,26 m3/s.
En période de basses eaux, le cours d'eau connaît de sévères étiages et son débit moyen mensuel peut descendre jusqu'à 100 litres par seconde.

## Environnement
Une majeure partie des vallées et étangs du bassin versant de la Rizonne est protégée par deux zones naturelles d'intérêt écologique, faunistique et floristique (ZNIEFF) de type II, et au titre du réseau Natura 2000.
Hormis la zone en aval de la commune de Saint-Vincent-Jalmoutiers, tout le bassin versant amont est doublement protégé : ZNIEFF des « vallées et étangs de la Double »,, et zone Natura 2000 des « vallées de la Double »,. Comme les autres vallées de la Double, il s'agit d'un site important pour la conservation d'espèces animales européennes menacées : la loutre (Lutra lutra), le vison (Mustela lutreola), le chabot fluviatile (Cottus perifretum), la lamproie de Planer (Lampetra planeri), la cistude d'Europe (Emys orbicularis), l'écrevisse à pattes blanches (Austropotamobius pallipes), le cuivré des marais (Lycaena dispar), le damier de la succise (Euphydryas aurinia), le fadet des laîches (Coenonympha oedippus), et le gomphe de Graslin (Gomphus graslinii).
La zone de confluence avec la Dronne est protégée au titre de la ZNIEFF de la « vallée de la Dronne de Saint-Pardoux-la-Rivière à sa confluence avec l'Isle »,, et de la zone Natura 2000 de la « vallée de la Dronne de Brantôme à sa confluence avec l'Isle »,. Le vison d'Europe (Mustela lutreola), l'écrevisse à pattes blanches (Austropotamobius pallipes), et six espèces de poissons : la bouvière (Rhodeus sericeus), le chabot fluviatile (Cottus perifretum), la grande alose (Alosa alosa), la lamproie de Planer (Lampetra planeri), la lamproie marine (Petromyzon marinus) et le toxostome (Parachondrostoma toxostoma), peuvent y être présents.

## Monuments ou sites remarquables à proximité
- À Ponteyraud, 
  - l'église Saint-Denis du XIVe siècle[28] ;
  - le château de la Blérétie (ou Bleretie) du XIXe siècle à Ponteyraud[29],[30].
- À Saint-Vincent-Jalmoutiers, 
  - l'église Saint-Vincent, romane des XIIe et XIIIe siècles[31] ;
  - le château de Saint-Vincent du XIXe siècle[32],[33].
- Le château de la Meynardie des XVe et XIXe siècles, centre hospitalier à Saint-Privat-des-Prés[34],[35].
- À Saint-Aulaye, 
  - l'église Sainte-Eulalie, romane du XIIe siècle[36] ;
  - le château de Saint-Aulaye des XVe et XIXe siècles[37],[38].

## Galerie de photos

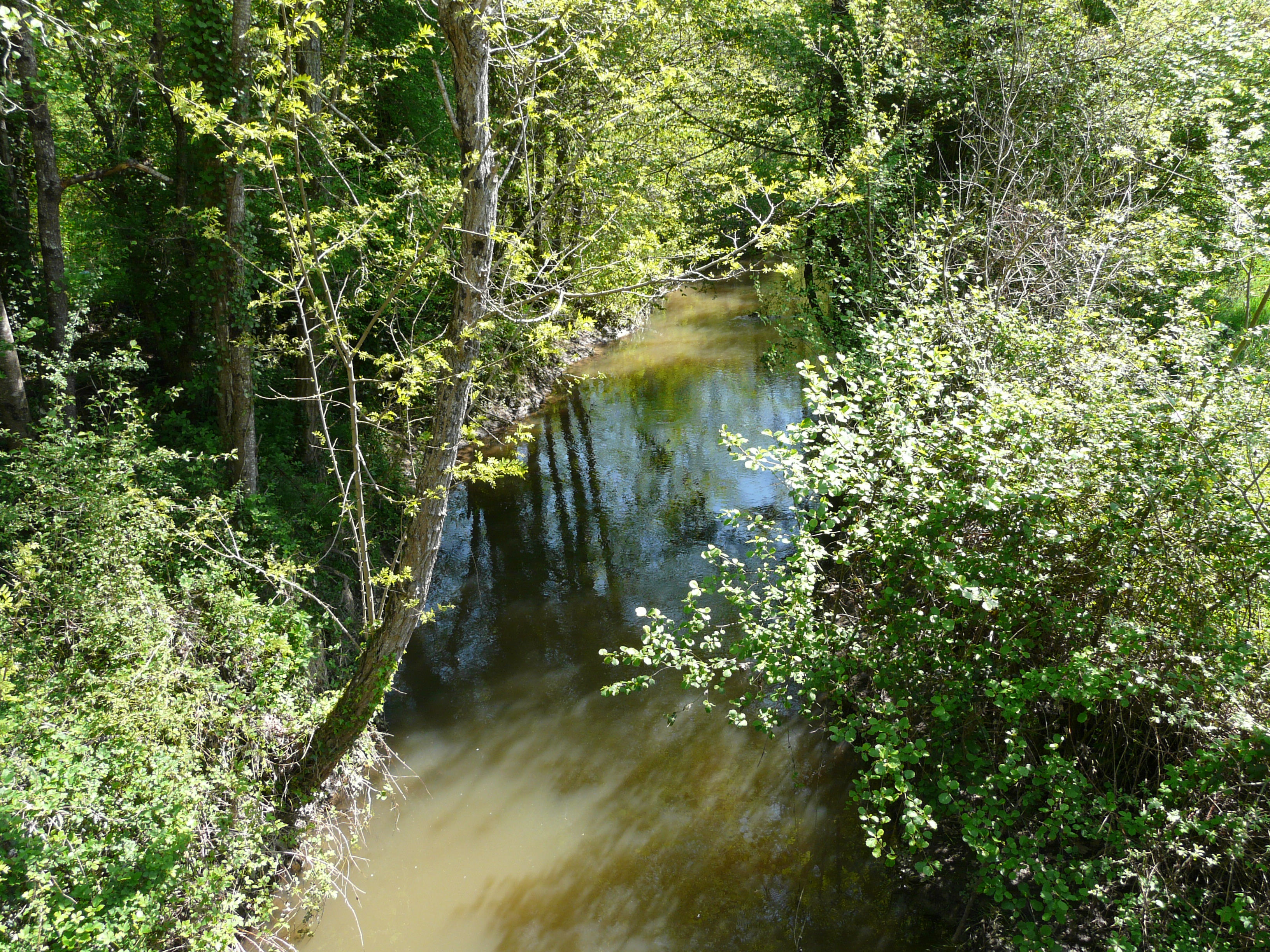
En limites de La Jemaye et Vanxains.
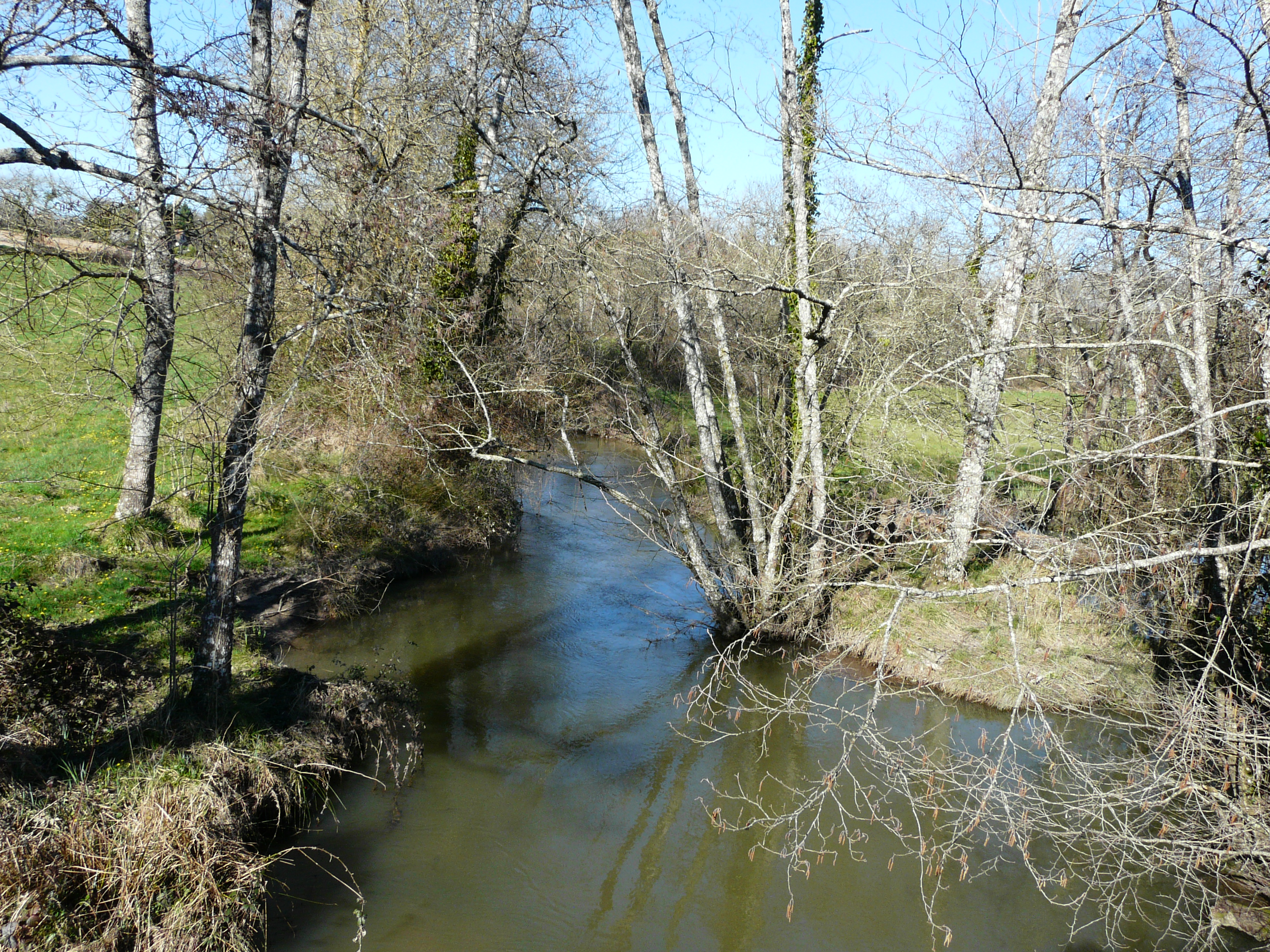
À Ponteyraud.
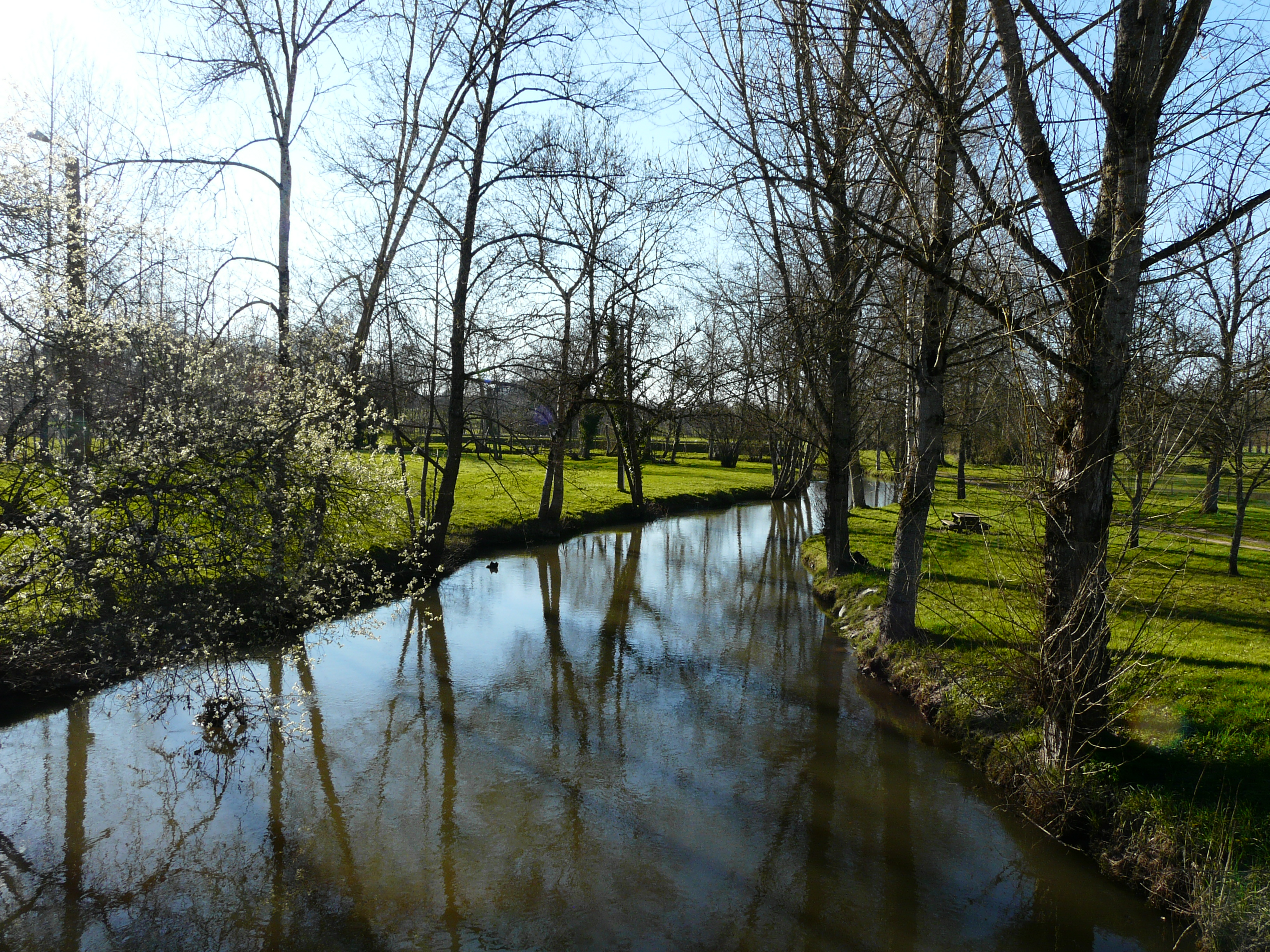
À Saint-Vincent-Jalmoutiers.
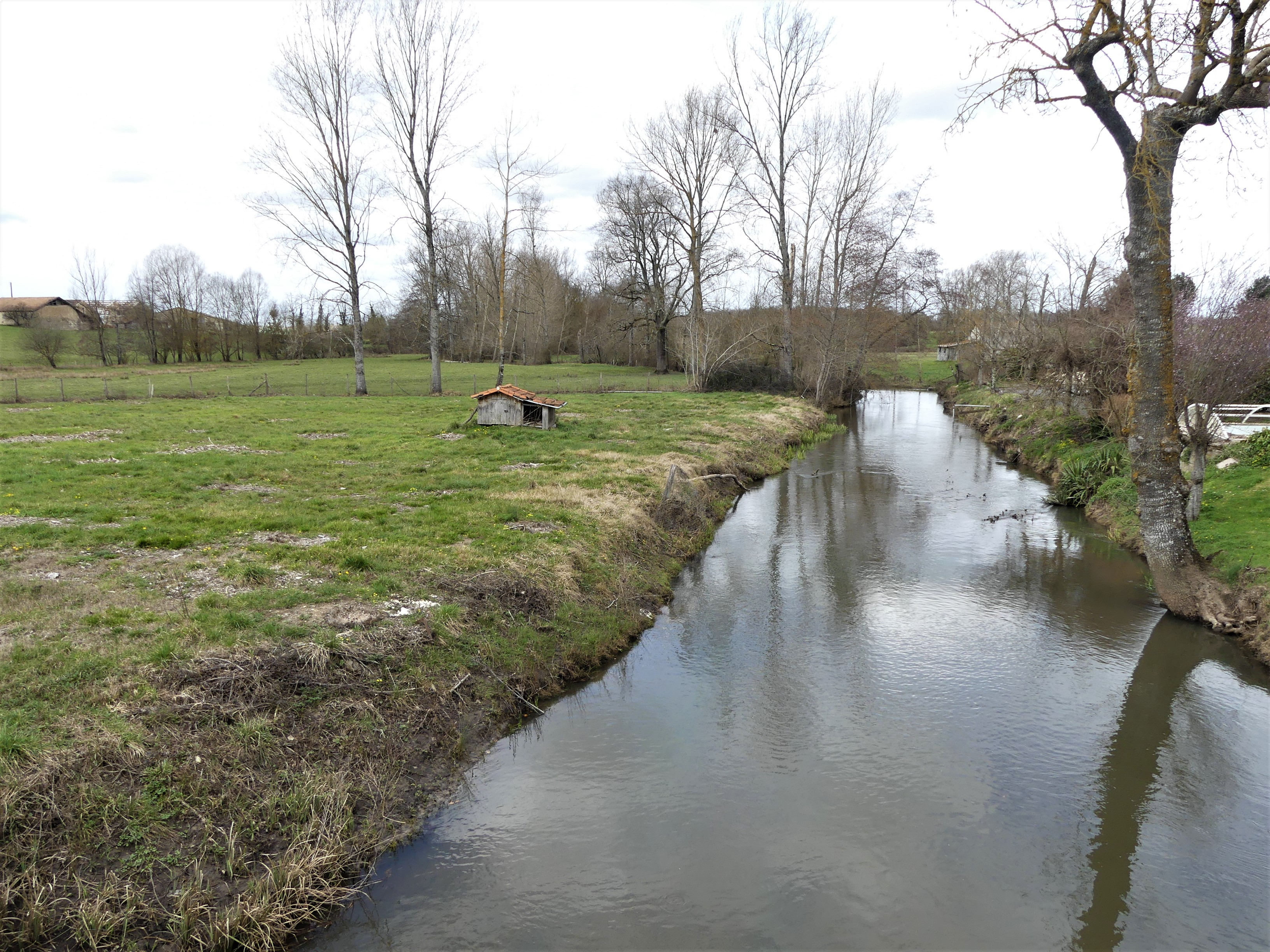
En limites de Saint-Aulaye et Saint-Privat-des-Prés.